# Bacino artico

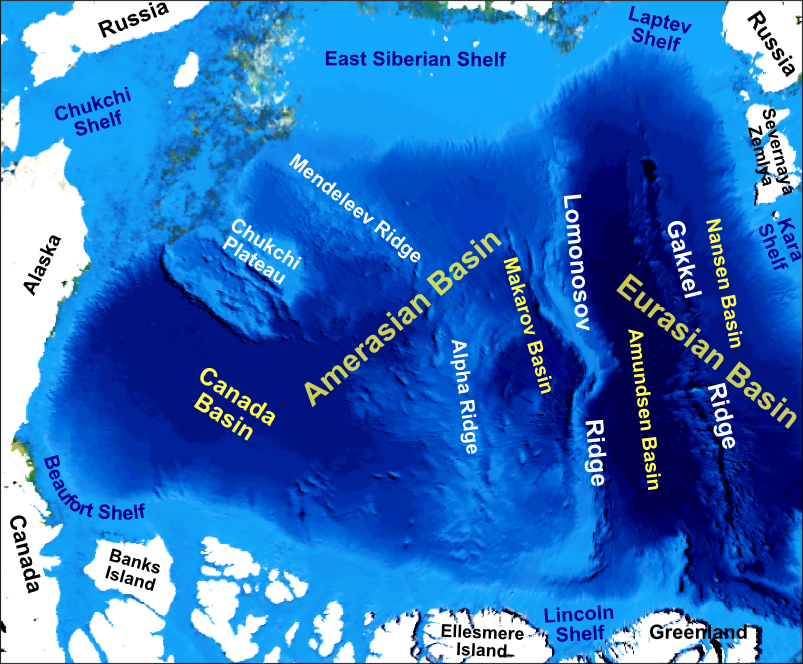
Profilo batimetrico del Mar Glaciale Artico

Il bacino artico (o bacino del Polo Nord) è un bacino oceanico del Mar Glaciale Artico, costituito da due settori principali divisi dalla dorsale di Lomonosov, una dorsale oceanica compresa tra la Groenlandia e le isole della Nuova Siberia. 
- il bacino euroasiatico (detto anche bacino norvegese), costituito dal bacino di Nansen (precedentemente conosciuto come bacino di Fram) e dal bacino di Amundsen;
- il bacino amerasiatico, costituito dal bacino del Canada e dal bacino di Makarov.

Il bacino è delimitato dalle piattaforme continentali dell'Eurasia e del Nord America.

## Esplorazioni
Un'esplorazione dell'intero bacino del Polo Nord fu condotta dagli esploratori norvegesi Fridtjof Nansen e Otto Sverdrup a bordo della nave oceanografica Fram tra il 1893 e il 1896. Successivamente Roald Amundsen navigò attraverso il bacino artico tra il 1922 e il 1924. 